# Пишняк Аркадій Павлович
Пишняк Аркадій Павлович — бурятський кіноактор.
Народився 27 червня 1935 р. в селі Аргада Бурят-Монгольської АРСР (нині — Республіка Бурятія).
Закінчив Ленінградський державний інститут музики і кінематографії (ЛГИТМіК, бурятська студія, 1969).
З 1970 по 1992 роки — актор кіностудії «Ленфільм».

## Фільмографія
- 1993 — Аляска Кід
- 1988 — Філіал
- 1986 — Звіздар
- 1985 — Ранок приреченої копальні
- 1984 — Прохіндіада, або Біг на місці
- 1984 — Оплески, оплески
- 1981 — Крик тиші
- 1980 — Чіо-чіо-сан (фільм-вистава)
- 1979 — Таїжна повість
- 1978 — Син чемпіона
- 1978 — Вітер мандрівок
- 1977 — Золота міна
- 1977 — Блокада
- 1977 — Сідай поряд, Мишко!
- 1976 — Звичайна Арктика
- 1975 — Час-не-чекає
- 1974 — Останній день зими
- 1974 — Під кам'яним небом
- 1973 — Найсильніший
- 1973 — Докер
- 1972 — Ті, що йдуть за обрій
- 1970-19722 — Вибухи
- 1968 — Моабітський зошит
- 1964 — Донська повість
- 1959 — Не май 100 рублів...